# アメリカ連合国臨時議会
アメリカ連合国臨時議会（アメリカれんごうこくりんじぎかい、Provisional Confederate Congress）は、アメリカ連合国の建国時に一時的に設置された立法機関。アメリカ連合国憲法の起草、ジェファーソン・デイヴィスの大統領選出、および最初のアメリカ連合国の国旗の設計を行った。後に両院制で発足した連合国議会とは異なり、ただ1つの議院により構成されていた。またその構成員は代理人 (deputy) ないし代表人 (delegate) と呼ばれた。

## 会期
- 第1会期: 1861年2月4日 - 1861年3月16日 （アラバマ州モンゴメリー）
- 第2会期: 1861年4月29日 - 1861年5月21日（アラバマ州モンゴメリー）
- 第3会期: 1861年6月20日 - 1861年8月31日（バージニア州リッチモンド）
- 第4会期: 1861年9月3日（バージニア州リッチモンド、召集のみ）
- 第5会期: 1861年11月18日 - 1862年2月17日（バージニア州リッチモンド）

## 運営部

### 議長
- ロバート・ウッドワード・バーンウェル（サウスカロライナ州）: 1861年2月4日
- ハウエル・コブ（ジョージア州）: 1861年2月4日 - 1862年2月17日

### 議長代行
- ハウエル・コブ（ジョージア州）
- ロバート・ウッドワード・バーンウェル（サウスカロライナ州）
- ジョサイア・アビゲイル・パターソン ・キャンベル（ミシシッピ州）

## 構成員

### 代理人
連合国臨時議会の最初の2つの会期は、合衆国を最初に離脱した7州（サウスカロライナ州、ミシシッピ州、フロリダ州、アラバマ州、ジョージア州、ルイジアナ州、テキサス州）の代理人 (Deputy) によって開催された。

#### アラバマ州（定員9）
- ウィリアム・パリッシュ・チルトン
- ジャベツ・ラマー・モンロー・キュリー
- トマス・ファーン（1861年3月16日の第1会期終了後に辞任）
  - ニコラス・デイヴィス（欠員補充として選出され1861年4月29日に着任）
- スティーヴン・ファウラー・ヘイル
- デイヴィッド・ピーター・ルイス（1861年3月16日の第1会期終了後に辞任）
  - ヘンリー・コックス・ジョーンズ（欠員補充として選出され1861年4月29日に着任）
- コリン・ジョン・マクレー
- ジョン・ジル・ショーター（1861年11月に辞任）
  - コーニーリアス・ロビンソン（欠員補充として選出され1861年4月29日に着任、1862年1月24日に辞任）
- ロバート・ハーディ・スミス
- リチャード・ ワイルド・ウォーカー

#### フロリダ州（定員3）
- ジェイムズ・パットン・アンダーソン（1861年4月8日に辞任）
  - ジョージ・タリアフェロ・ウォード（欠員補充として選出され1861年5月2日に着任、1862年2月5日に辞任）
  - ジョン・ピース・サンダーソン（欠員補充として指名され1862年2月5日に着任）
- ジャクソン・モートン
- ジェイムズ・バイラム・オーウェンズ

#### ジョージア州（定員10）
- フランシス・ステビンズ・バートウ（1861年7月21日に第一次ブルランの戦いで死亡）
  - トマス・マーシュ・フォルマン（欠員補充として指名され1861年8月7日に着任）
- ハウエル・コブ
- トマス・リード・ルーツ・コブ
- マーティン・ジェンキンス・クロウフォード
- ベンジャミン・ハーヴェイ・ヒル
- オーガスタス・ホームズ・ケナン
- エウゲニウス・アリステイデス・ニスベット（1861年12月10日に辞任）
  - ネイザン・ヘンリー・バス（欠員補充として指名され1862年1月14日に着任）
- アレクサンダー・ハミルトン・スティーヴンズ
- ロバート・トゥームズ
- オーガスタス・ロマルドゥス・ライト

#### ルイジアナ州（定員6）
- チャールズ・マギル・コンラッド
- アレクサンダー・エティエン・デクルーエ
- ダンカン・ファーラー・ケナー
- ヘンリー・マーシャル
- ジョン・パーキンズ
- エドワード・スパロウ

#### ミシシッピ州（定員7）
- ウィリアム・テイラー・サリヴァン・バリー
- ウォーカー・ブルック
- ジョサイア・アビゲイル・パターソン・キャンベル
- アレクサンダー・モズビー・クレイトン（1861年5月11日に辞任）
- アレクサンダー・ブラックバーン・ブラッドフォード（欠員補充として選出され1861年12月5日に着任）
- ウィリー・ポウプ・ハリス
- ジェイムズ・トマス・ハリソン
- ウィリアム・シドニー・ウィルソン（1861年3月16日の第1会期終了後に辞任）
  - ジェフ・アメイジアー・オーア（欠員補充として選出され1861年4月29日に着任）

#### サウスカロライナ州（定員8）
- ロバート・ウッドワード・バーンウェル
- ウィリアム・ウォーターズ・ボイス
- ジェイムズ・チェスナット
- ローレンス・マシロン・ケイト
- クリストファー・メミンジャー
- ウィリアム・ポーチャー・マイルズ
- ロバート・バーンウェル・レット（1861年5月21日の第2会期終了後に辞任）
  - ジェイムズ・ローレンス・オア（欠員補充として指名され1862年2月17日に着任）

#### テキサス州（定員7）
- ジョン・グレッグ
- ジョン・ヘンフィル（1862年1月4日に死去）
- ウィリアム・ベック・オキルトリー
- ウィリアムソン・シンプソン・オールダム
- ジョン・リーガン
- トマス・ネヴィル・ウォール
- ルイス・トレゼヴァント・ウィグフォール

### 代表人
サムター要塞の戦いの後に連合国に加わったヴァージニア州、アーカンソー州、テネシー州、ノースカロライナ州、アリゾナ準州、および南部を支持したミズーリ州、ケンタッキー州からの代表は、初期7州の代理人 (deputy) とは異なり、代表人 (delegate) と称された。

#### アーカンソー州（定員5）
- オーガスタス・ヒル・ガーランド
- ロバート・ウォード・ジョンソン
- アルバート・ラスト
- ヒュー・フレンチ・トマソン
- ウィリアム・ウィルト・ワトキンズ

#### ケンタッキー州（定員10）
- ヘンリー・コーニーリアス・バーネット
- セオドア・レグランド・バーネット
- ジョン・ミルトン・エリオット
- ジョージ・ワシントン・ユーイング
- サミュエル・ハワード・フォード
- ジョージ・ベアード・ホッジ
- トマス・ジョンソン
- トマス・ベル・モンロー
- ジョン・トマス
- ダニエル・プリンス・ホワイト

#### ミズーリ州（定員8）
- キャスパー・ウィスター・ベル
- ジョン・ブロック・クラーク
- アーロン・コンロウ
- ウィリアム・モーディカイ・クック
- トマス・フリーマン
- トマス・アレクサンダー・ハリス
- ロバート・ルドウェル・イェーツ・ペイトン
- ジョージ・グラハム・ヴェスト

#### ノースカロライナ州（定員10）
- ウィリアム・ワイグスティル・アベリー
- フランシス・バートン・クレイジ
- アレン・ターナー・デイヴィッドソン
- ジョージ・デイヴィス
- トマス・デイヴィッド・スミス・マクドウェル
- ジョン・モトリー・モアヘッド
- リチャード・クラウセル・パーヤー
- トマス・ルフィン
- ウィリアム・ネイザン・ネイザン
- エイブラハム・ワトキンズ・ヴェネイブル

#### テネシー州（定員7）
- ジョン・デウィット・クリントン・アトキンズ
- ロバート・ルーニー・キャルサーズ
- デイヴィッド・メイニー・カリン
- ウィリアム・ヘンリー・デウィット
- ジョン・フォード・ハウス
- トマス・マキシック・ジョーンズ
- ジェイムズ・ヒューストン・トマス

#### バージニア州（定員16）
- トマス・スタンホープ・ボコック
- アレクサンダー・ロビンソン・ボテラー
- ジョン・ホワイト・ブロッケンボロー
- ロバート・マーサー・タリアフェロー・ハンター
- ロバート・ジョンストン
- ウィリアム・ハンティロン・マクファーランド
- ジェイムズ・マリー・メイソン
- ウォルター・プレストン
- ウィリアム・プレストン
- ロジャー・アトキンソン・プライア
- ウィリアム・キャベル・リーヴス
- チャールズ・ウェルズ・ラッセル
- ロバート・エデン・スコット
- ジェイムズ・アレクサンダー・セドン
- ウォーラー・レッド・ステープルズ
- ジョン・タイラー（1862年1月18日に死去）

#### アリゾナ準州（定員1）
- グランヴィル・ヘンダーソン・ウーリ